# Tanjung Batu Seberang
Tanjung Batu Seberang is een bestuurslaag in het regentschap Ogan Ilir van de provincie Zuid-Sumatra, Indonesië. Tanjung Batu Seberang telt 1270 inwoners (volkstelling 2010).